# 國井総一郎
國井 総一郎（こくい そういちろう、1953年7月31日 - ）は、日本の企業家。株式会社ノーリツ会長。神戸商工会議所副会頭。公益財団法人神戸市スポーツ協会会長。

## 経歴
兵庫県小野市出身。姫路工業大学（現・兵庫県立大学）工学部卒業。1976年（昭和51年）に株式会社ノーリツに入社。最初は風呂釜の修理を担当し、「初めて直した日はガス漏れが心配で寝られなかった」と語る。2001年（平成13年）にノーリツの子会社であるロケットボイラー工業株式会社（現・株式会社アールビー）の代表取締役社長に就任し、生え抜きの役員とぶつかりながらも赤字だった業績を回復。2002年（平成14年）に株式会社ハーマン取締役副社長に就任し、こちらでも再建に成功。2003年（平成15年）から株式会社ノーリツ取締役、株式会社ハーマン代表取締役社長を務めた。2004年（平成16年）に株式会社ノーリツ常務取締役営業本部長。2007年（平成19年）に同社取締役兼常務執行役員営業本部長、2008年（平成20年）に同社取締役兼常務執行役員経営統括本部長。2009年 （平成21年）代表取締役社長。2017年（平成29年）5月から2019年（令和元年）5月まで神戸経済同友会代表幹事。神戸商工会議所副会頭となる。ノーリツからの副会頭就任は、1994年（平成6年）から2004年まで務めた同社創業者の太田敏郎以来となる。2020年10月に社長を退き同社代表取締役会長に就任。2023年3月30日より取締役退任に伴い、株式会社ノーリツ会長（現職）。

## 略歴
- 1976年（昭和51年）4月 - 株式会社ノーリツ入社
- 2001年（平成13年）3月 - ロケットボイラー工業株式会社代表取締役社長
- 2002年（平成14年）10月 - 株式会社ハーマン取締役副社長
- 2003年（平成15年）3月 - 株式会社ノーリツ取締役兼株式会社ハーマン代表取締役社長
- 2004年（平成16年）7月 - 株式会社ノーリツ常務取締役営業本部長
- 2007年（平成19年）3月 - 株式会社ノーリツ取締役兼常務執行役員営業本部長
- 2008年（平成20年）9月 - 株式会社ノーリツ取締役兼常務執行役員経営統括本部長
- 2009年（平成21年）9月 - 株式会社ノーリツ代表取締役社長兼代表執行役員
- 2015年（平成27年）3月 - 日本ガス石油機器工業会会長[4]
- 2017年（平成29年）
  - 5月 - 神戸経済同友会代表幹事（2019年5月まで）
  - 6月 - 一般社団法人兵庫県発明協会会長
- 2018年（平成30年）
  - 4月 - みなと銀行社外取締役
  - 6月 - 住宅リフォーム推進協議会会長[5]
- 2019年（平成31年／令和元年）
  - 4月 - 兵庫県公立大学法人経営審議会委員（2023年3月31日まで）
  - 11月 - 神戸商工会議所副会頭[6]
- 2020年（令和02年）10月 - 株式会社ノーリツ代表取締役会長
- 2022年（令和04年）
  - 3月 - 株式会社ノーリツ会長（代表取締役を退任 現職）
  - 6月 - 公益財団法人神戸市スポーツ協会会長
- 2023年（令和05年）4月 - 兵庫県公立大学法人理事長[7]

## 人物
中学校から大学まで野球漬けの生活を送った。1995年（平成7年）の阪神・淡路大震災では、ノーリツ本社が入るビルが倒壊した上、主力の明石工場が液状化の被害を受けながら、発生翌日から工場の一部を動かし、部品工場があった長田区では社員が人助けをしてから仕事をする日々だった。その時の教訓から、東日本大震災や熊本地震の被災地には支援のためシャワー室を寄贈し、神戸ルミナリエでは清掃ボランティアを続けてきた。「地域貢献が一番大事」と語っている
。健康法はウォーキングで、「着眼大局着手小局」を信条にしている。

## 趣味
- 野球
- ゴルフ